# Apiesrivier
De Apiesrivier (Nguni: Tshwane of Enzwabuklunga) is een rivier in Zuid-Afrika die door de hoofdstad Pretoria stroomt. De rivier is grotendeels gekanaliseerd.

## Geschiedenis
De Nguni vernoemden de rivier naar het stamhoofd Tshwane, wat in het Nederlands vertaalt naar aapje en in het Afrikaans naar apie. De Zuid-Ndebele noemden de rivier Enzwabuklunga wat pijnlijk betekent, naar de scherpte van de stenen.  In 1853 kocht Marthinus Wessel Pretorius de boerderijen Elandspoort en Daspoort aan de Apiesrivier waar in 1855 Pretoria gesticht werd.
In 2011 werd de Apiesrivier door het Zuid-Afrikaanse departement van waterschap verklaard tot "rampplek" nadat rioolwater van de Rooiwal rioolwaterzuivering de rivier zwaar vervuilde.